# Моцзинь: Забытая легенда
Моцзинь: Забытая легенда (кит. 寻龙诀 (Xún Lóng Jué), англ. Mojin: The Lost Legend) — китайский приключенческий фильм 2015 года, основанный на серии романов Ghost Blows Out the Light автора Чжан Муэ. Это вторая экранизация после фильма Хроники призрачного племени (2015), она основана на последних четырёх томах серии. Режиссёром фильма выступил Уэршань, а продюсером — Чэнь Гофу.

## Сюжет
В 1988 году трое известных расхитителей гробниц — Ху Байи, Ширли Янг и Ван Кайсюань — решают оставить своё опасное ремесло и переезжают в Нью-Йорк. Однако их спокойная жизнь нарушается, когда Ван Кайсюань втягивается в авантюру по поиску древней гробницы монгольской принцессы. Ху Байи, преследуемый кошмарами о своей первой любви Дин Ситянь, погибшей 20 лет назад в подземной гробнице, решает вернуться к прежней деятельности. Команда соглашается на предложение загадочной бизнесвумен Ин Цайхун найти артефакт под названием «Цветок равноденствия», способный воскрешать мертвых. В ходе экспедиции они сталкиваются с опасностями и раскрывают тайны, связанные с их прошлым.

## В ролях
- Чэнь Кунь — Ху Байи
- Шу Ци — Ширли Ян
- Хуан Бо — Ван Кайсюань
- Анджелабейби — Дин Сытянь
- Ся Юй — Ван Фат (Большой Золотой Зуб)
- Лю Сяоцин — Ин Цайхун

## Производство
Съемки завершились в Нью-Йорке в конце марта 2015 года. Фильм был адаптирован для формата IMAX 3D и выпущен в Китае 18 декабря 2015 года, одновременно с премьерой в США и Канаде. Фильм собрал значительную кассу, превысившую 250 миллионов долларов США при бюджете в 37 миллионов долларов. Картина получила смешанные отзывы: зрители отмечали интересный сюжет и качественные спецэффекты, однако некоторые критики указывали на недостаточную динамику и проработку персонажей.

## Награды и номинации
- 2016 год: 23-й Пекинский кинофестиваль для студентов — номинация на лучший сценарий (Чжан Цзялу), победа в категории «Лучшие визуальные эффекты».
- 2016 год: 33-я церемония вручения премии «Сто цветов» — номинации в категориях «Лучший фильм», «Лучший режиссёр» (Уэршань), «Лучшая актриса» (Шу Ци), «Лучший актёр второго плана» (Ся Юй); победа в категории «Лучшая актриса второго плана» (Анжелабэби).
- 2016 год: 53-й кинофестиваль «Золотая лошадь» — победа в категории «Лучшие визуальные эффекты» (Дуглас Ханс Смит, Сэм Ван, Сэм Хоршид, Стрилен Лю).